# Australoheros forquilha
Australoheros forquilha är en fiskart som beskrevs av Rícan och Kullander 2008. Australoheros forquilha ingår i släktet Australoheros och familjen Cichlidae. Inga underarter finns listade.